# Поте
Поте (порт. Poté) — муниципалитет в Бразилии, входит в штат Минас-Жерайс. Составная часть мезорегиона Вали-ду-Мукури. Входит в экономико-статистический микрорегион Теофилу-Отони. Население составляет 14 857 человек на 2006 год. Занимает площадь 632,692 км². Плотность населения — 23,5 чел./км².

## История
Город основан 17 декабря 1938 года. 

## Статистика
- Валовой внутренний продукт на 2003 год составляет 35 065 525,00 реалов (данные: Бразильский институт географии и статистики).
- Валовой внутренний продукт на душу населения на [2003 год составляет 2365,78 реалов (данные: Бразильский институт географии и статистики).
- Индекс развития человеческого потенциала на 2000 год составляет 0,642 (данные: Программа развития ООН).

## География
Климат местности: тропический.